# Najwa Karam
 (mai 2019).
Si vous disposez d'ouvrages ou d'articles de référence ou si vous connaissez des sites web de qualité traitant du thème abordé ici, merci de compléter l'article en donnant les références utiles à sa vérifiabilité et en les liant à la section « Notes et références ».
Pour les articles homonymes, voir Karam.
Najwa Karam (en arabe : نجوى كرم) née le 26 février 1966 à Zahlé (Liban), est une chanteuse libanaise de pop et productrice réputée pour sa voix douce et lascive. Elle est surnommée « Le Soleil de la chanson arabe ». Il s'agit d'une des artistes les plus populaires au Moyen-Orient, qui a vendu plus de 60 millions de disques dans le monde, chacun de ses albums devenant un best-seller.

## Biographie
Najwa Karam naît dans une famille libanaise chrétienne catholique. Elle s'est imprégnée de l'art dès sa plus tendre enfance dans une famille qui a toujours vécu dans une ambiance musicale empruntée de Abdel Halim Hafez, Oum Kalthoum ou Mohammed Abdel Wahab. Elle a étudié dans sa ville Zahlé et en sort avec un diplôme de philosophie qui lui permettra d'exercer le métier de professeur pendant deux ans. Elle décide de se lancer dans la chanson à l'âge de vingt-six ans.
Najwa Karam a rejoint le mouvement Layali Lobnan où elle a vite fait ses preuves. Avec l'aide du manager de ce dernier, elle a réussi à convaincre ses parents de la laisser enregistrer son premier album. Elle s'est ensuite inscrite à l'école de musique arabe de Beyrouth, où elle étudia pendant quatre ans. Les albums les plus connus de la chanteuse sont Kebir' el Hob et Oyoun Albi, et son plus grand succès populaire répond au nom de Khalini Shoufak (en).
Impliquée, la chanteuse a lancé un appel à la solidarité auprès de tous les pays arabes lors du conflit israélo-libanais de 2006 impliquant le Hezbollah. En présence de l’ambassadeur du Liban en Tunisie, la chanteuse libanaise a remercié la population et le président tunisien d’avoir ouvert une caisse spéciale pour récolter des dons, destinés à la population libanaise. Elle a fait une chanson en 2007 à la gloire du président syrien et son pouvoir qui a occupé le Liban pendant 40 ans, dont elle a exprimé le profond regret en 2012 à la suite des actes du gouvernement syrien ayant succédé à la Révolte syrienne de 2011.
Najwa Karam a assuré une série de concerts en Tunisie, dont les bénéfices ont été reversés aux mouvements de la Croix-Rouge et du Croissant-Rouge libanais.
En février 2012, Najwa Karam était en concert au Qatar où elle a chanté avec George Mardorosian et Antoine Al Chaak.
Elle a trois frères et une sœur.
En 2011, Karam a fait ses débuts en tant que juge dans l’émission de téléréalité panarabe « Arabs' Got Talent ». Elle est depuis apparue sur ses six saisons. En 2017, Forbes Middle East a classé Karam numéro 5 sur la liste des « 100 meilleures célébrités arabes » avec plus de 26,58 millions de followers sur les réseaux sociaux. En 2018, Cosmopolitan a inclus Karam dans sa liste des « 14 femmes les plus inspirantes du Moyen-Orient ». Forbes de même l'a incluse dans sa liste du « Top 10 des chanteurs arabes sur la scène mondiale ».

## Discographie

### Albums
- (ar) Ya Habayeb: Les amours,  1989
- Shams El Ghnieh: Le soleil de la chanson, 1991
- (ar) Ana Maakoun : Je suis avec vous, 1993
- (ar) Ma Bismahlak : Je ne te permets pas, 1995
- (ar) Hazzi Hilo, 1996
- (ar) Ma Hada La Hada, 1997
- (ar) Maghroumeh : Amoureuse, 1998
- (ar) Rouh Rouhi : L'esprit de mon âme, 1999
- (ar) Oyoun Albi : Les yeux de mon cœur, 2000
- (ar) Nadmanah : Regretée, 2001
- (ar) Tahamouni : Ils m'ont accusé, 2002
- (ar) Saharni : Il m'a séduit, 2003
- (ar) Shu Mgheira : Qu'est-ce qu'elle a changé, 2004
- (ar) Kibir El Hob : L'amour a grandi, 2005
- (ar) Hayda Haki : Ce sont des paroles, 2007
- (ar) Aam Bimzah Maak : Je plaisante avec toi, 2008
- (ar) Khallini Shoufak : Laisse-moi te voir, 2009
- (ar) Ma Fi Nom : Pas de sommeil, 2011
- Ma Bestaghreb : Je ne m'étonne pas, 2016
- (ar) Menni Elak, De moi à toi, 2017
- Karizma : Charisme, 2023
- Halet Tawaree: État d'urgence, 2025

### Singles
- Ykhalili Albak: Qu'Il me garde ton cœur, 2013
- (ar) 3al Sakhra : Sur la pierre, 2015
- (ar) Bawsit 2abel l nawm : Un bisou avant de dormir, 2015
- (ar) Siid l rijaal : Le seigneur des hommes, 2015
- (ar) Diniya dana : La vie, il s'est approché de moi, 2016
- (ar) Yekhereb baytak : Qu'Il casse ta maison, 2016
- (ar) Ya ho : Ah lui, 2018
- El Layli Layltna: Cette nuit est la nôtre, 2018
- (ar) Maloun abou L echeq : Maudit soit l'amour, 2019
- (ar) Ktir 7elou : Très beau, 2019
- (ar) Baale2 Machna2tou : Je lui pend le cou, 2019
- (ar) Ba3che2 Tafasilak : J'adore tes détails, 2019
- (ar) Beirut : Beirut, 2020
- (ar) Maazour Albi : Excuse-moi mon cœur, 2020
- (ar) Maghroumi 2 : Amoureuse 2, 2021
- (ar) Saher Ouloub : Le magicien des cœurs, 2021
- Helwe El Dinyie: La vie est belle, 2022
- Saaa Bayda: La belle heure/Le beau moment, 2022
- Law Saalou Habibi: S'ils demandent mon amour, 2024
- Taa N'oud: Viens on s'assoit, 2024
- Yel3an El bo3d: Au diable la distance, 2024
- 3 Tawit Albi: Au rythme de mon coeur, 2024
- Zein el zein: Le beau des beaux, 2025

### Compilations
- The Very Best Of
- Greatest Hits

## Hommages
Najwa Karam est une des artistes les plus connues au Moyen-Orient. Un boulevard porte son nom à Zahlé, sa ville natale, au Liban.